# Niphona tibialis
Niphona tibialis là một loài bọ cánh cứng trong họ Cerambycidae.